# デヴォンシャー (重巡洋艦)
HMS デヴォンシャー (HMS Devonshire, 39) はイギリス海軍のカウンティ級（ロンドン級）重巡洋艦。

## 艦歴

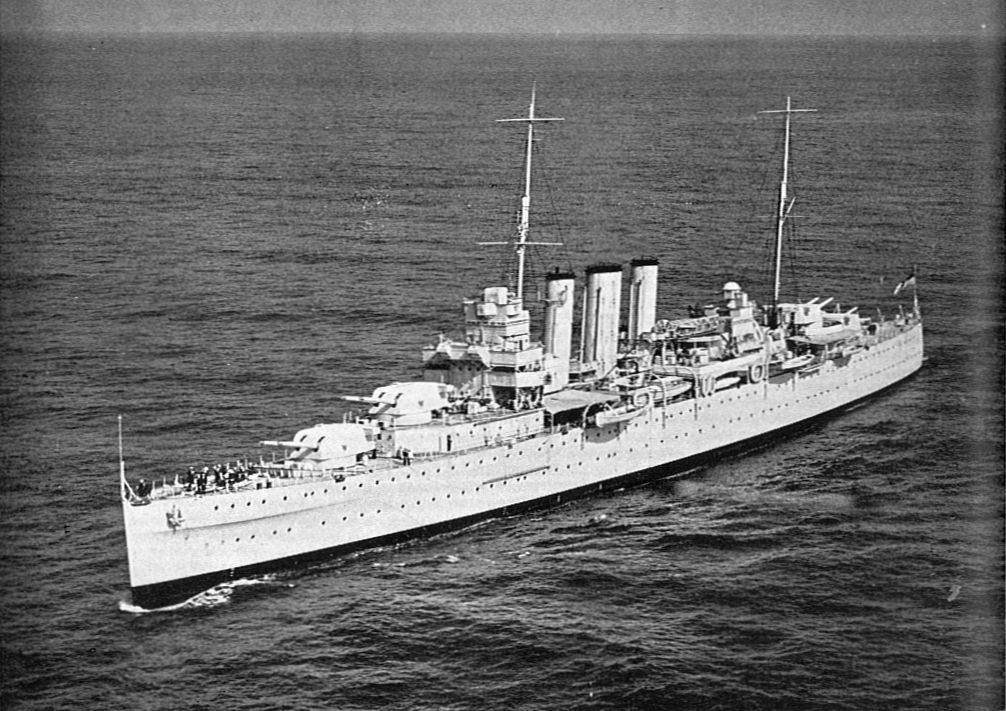
竣工時のデヴォンシャー。

1926年3月16日に起工。1927年10月22日に進水し、1929年3月18日に竣工した。
1929年7月26日、射撃試験の際にX砲塔で砲内破裂事故が発生し、18名が死亡した。
1932年までは地中海で活動、1933年は中国で、その後1939年までは再び地中海で活動した。1939年9月の第二次世界大戦勃発後、本国艦隊に転属する。11月23日、フェロー諸島沖海戦でイギリス海軍の補助巡洋艦「ラワルピンディ」が、ドイツ海軍の高速戦艦「グナイゼナウ」と「シャルンホルスト」に撃沈された。本艦はネルソン級戦艦2隻と共に出動し、ドイツ艦を捜索した。
「デヴォンシャ―」は、第一巡洋艦戦隊を指揮するジョン・カニンガム提督の旗艦であった。1940年初頭、イギリスは中立国ノルウェーの部分占領や海上封鎖を企図したR4計画とウィルフレッド作戦を発動したが、ちょうどドイツ軍もヴェーザー演習作戦を発動し、ノルウェーに攻め込んでいた。連合国軍も出動し、トロンヘイム沖海戦やナルヴィクの戦いが繰り広げられた。1940年5月にはナムソスからの撤退作戦に参加した。
6月7日、ノルウェー王室（国王ホーコン7世、オーラヴ皇太子）やノルウェー政府高官（ニューゴースヴォル首相など）をのせ、トロムソを出発してイギリスにむかう。6月8日、ユーノー作戦によりノルウェー沖合に展開していたシャルンホルスト級戦艦2隻が、イギリス艦隊（正規空母1隻、駆逐艦2隻）を捕捉して3隻とも撃沈した。海戦が行われている地点から約80浬の地点にいた「デヴォンシャー」は、艦砲射撃を受ける空母「グローリアス」の救難信号を受信していた。だがノルウェー国王や政府高官を乗せているためカニンガム中将は無線封鎖を続け、僚艦にも、イギリス本国にも連絡しなかった。
1940年8月以降、ド・ゴール将軍らの自由フランス軍と共に、ヴィシーフランスが掌握するダカールへの攻撃に関与した。ダカール攻撃が失敗したあと、南大西洋でのドイツの仮装巡洋艦「コルモラン」捜索に従事し、重巡「ノーフォーク」と行動を共にした。それから1941年9月までノルウェー、ロシア沿岸で行動した。この間にEF作戦に参加する。
1941年11月22日、Uボートに補給中だったドイツの仮装巡洋艦「アトランティス」を発見、撃沈する。1942年5月マダガスカル攻撃に参加、1943年5月までインド洋で行動した。1944年3月まで改装、その後ノルウェー沿岸で行動。
1947年練習艦となる。1954年6月16日にスクラップとして売却されて12月にニューポートに到着し、そこで解体された。